# Ricardo Palacios
Ricardo Palacios (eigentlich Ricardo López-Nuño Díez, * 2. März 1940 in Reinosa; † 11. Februar 2015 in Madrid) war ein spanischer Schauspieler.

## Leben
Palacios schloss die offizielle spanische Filmschule als Regisseur und Schauspieler ab, konzentrierte sich jedoch bald auf die darstellende Tätigkeit: Von 1961 bis zu seinem Rückzug 2002 spielte er etwa 150 Filmrollen, meistens kleinere, aber prägnante als Gangster, Barbesitzer oder Mexikaner in Italowestern, wo er durch Sergio Leones Für ein paar Dollar mehr auch bekannt wurde. Als Regisseur trat er vor allem mit dem 1997 für das spanische Fernsehen entstandene Die Bande des Pérez in Erscheinung, in dem „die Institutionen des Spätfranquismus vor ihrem inneren Zusammenbruch“ dargestellt werden.

## Filmografie (Auswahl)
- 1965: Für ein paar Dollar mehr (Per qualche dollari in più)
- 1966: Der Mann, der aus dem Norden kam (Frontera al sur)
- 1966: Ohne Dollar keinen Sarg (El precio de un hombre)
- 1967: Cervantes – Der Abenteurer des Königs (Cervantes)
- 1967: Die Rache des Pancho Villa (Los 7 de Pancho Villa)
- 1967: Die schmutzigen Dreizehn (Quindici forche per un assassino)
- 1967: Der Tod ritt dienstags (I giorni dell’ira)
- 1967: Vier Halleluja für Dynamit-Joe (Joe l’implacabile)
- 1968: Der Todeskuss des Dr. Fu Man Chu
- 1970: El Condor
- 1971: Black Beauty
- 1971: Matalo (…y seguian robandose el millon de dolares)
- 1972: Ninguno de los tres se llamaba Trinidad
- 1972: Whisky, Plattfüße und harte Fäuste (Los fabulosos de Trinidad)
- 1973: Der Mann aus El Paso (Un hombre llamado Noon)
- 1974: Fäuste wie Dynamit (Dallas)
- 1974: Fantasma en el Oeste
- 1974: Dick Turpin
- 1974: Die Spur des Wolfes (Il richiamo del lupo)
- 1974: Vier Vögel am Galgen (The Spikes Gang)
- 1975: Einen vor den Latz geknallt (La parola di un fuorilegge… è legge!)
- 1978: Der Tiefstapler
- 1978: Zwei tolle Käfer räumen auf
- 1981: Alles fliegt dir um die Ohren (Comin' at ya!)
- 1983: Der Mann von Suez (TV-Miniserie)
- 1983: Die Überlebenden der Totenstadt (I sopravvisuti della città morta)
- 1984: Monster Dog (Leviatán)
- 1985: Tex und das Geheimnis der Todesgrotten (Tex e il Signore degli abissi)
- 1989: Die Rückkehr der Musketiere (The Return of the Musketeers)